# Каменка (Александровский район, Владимирская область)
Каменка — деревня в Александровском муниципальном районе Владимирской области России, входит в состав Каринского сельского поселения.

## География
Деревня расположена в 17 км на юго-запад от центра поселения села Большое Каринское и в 21 км на юго-запад от города Александров.

## История
В конце XVII века в двух верстах от нынешней деревни Каменка, которая называлась Неелово, находилось кладбище на реке Грязевке. На этом кладбище священник села Тимофеевского Анания Исаев в 1694 году построил деревянную церковь во имя Пророка Илии. В 1732 году повелено было крестьян деревень Григорово и Неелово приписать в приход к вышеописанной Ильинской церкви. В этих деревнях по переписным книгам 1703 года числился 41 двор. Так образовался Григорово-Нееловский приход.
В 1771 году Ильинская церковь перенесена была на новое место между деревнями Григорово и Неелово, однако селом стало именоваться Неелово. В 1808 году началось строительство вместо деревянного каменного храма, оконченное в 1815 году. Престолов в нём было два: в холодной во имя святого пророка Илии, в теплом приделе во имя Казанской иконы Божьей Матери. Церковь была закрыта в 1938 году. С 1957 года по 1960 здание использовалось как клуб.
В XIX — начале XX века село Неелово входило в состав Ботовской волости Александровского уезда, с 1926 года — в составе Карабановской волости. В 1859 году в селе числилось 37 дворов, в 1905 году — 40 дворов, в 1926 году — 42 двора.
С 1929 года село являлась центром Нееловского сельсовета Александровского района, с 1941 года — в составе Ново-Воскресенского сельсовета Струнинского района, с 1959 года — в составе Лизуновского сельсовета, с 1965 года — в составе Александровского района, с 2005 года — в составе Каринского сельского поселения.
В 1966 году деревня Неелово Лизуновского сельсовета была переименована в деревню Каменка.

## Население
| 1859 | 1905 | 1926 | 2002 | 2010 | 2021 |
| ---- | ---- | ---- | ---- | ---- | ---- |
| 222  | ↘210 | ↗222 | ↘23  | ↘9   | ↘5   |

## Достопримечательности
Церковь Илии Пророка (1808—1815) относится в настоящее время к деревне Григорово.